# 에마누엘레 필리베르토 디 사보이아 (1972년)
에마누엘레 필리베르토 디 사보이아(이탈리아어: Emanuele Filiberto di Savoia, 1972년 6월 22일~)는 사보이아 왕가의 일원이다. 그는 비토리오 에마누엘레 디 사보이아의 아들이자 이탈리아의 마지막 국왕인 움베르토 2세의 유일한 남계 후손이다. 2024년, 에마누엘레 필리베르토는 아버지가 사망한 후 사보이아 왕가의 수장 자리를 주장하는 두 사람 중 한 명이 되었다.
에마누엘레 필리베르토는 당시 이탈리아 헌법이 이탈리아 사보이 왕가의 남자 왕들이 이탈리아 영토에 입국하거나 체류하는 것을 금지했기 때문에 망명 생활을 했다. 2002년 금지령이 해제된 후 이탈리아로 돌아온 이후 그는 Ballando con le stelle(Dancing with the Stars의 이탈리아 버전)과 Sanremo Music Festival의 참가자로 참여하는 등 전국 TV에 여러 차례 출연했다.
그는 프랑스 여배우 클로틸드 쿠로와 결혼했다.